# Venus atmosfär

Cirkeldiagram av Venus atmosfär. Diagrammet till höger är en förstorad vy av de spårämnen som tillsammans inte ens utgör en tiondel av en procent.

Venus atmosfär är tjockast i hela solsystemet. Atmosfärtrycket vid ytan är 93 bar eller ca 90 gånger jordens lufttryck. Atmosfären består av 96,5 % koldioxid och Venus är solsystemets varmaste planet. En kombination av mycket tät atmosfär och vulkanisk aktivitet bidrar till höga atmosfäriska temperaturer, upp emot 500 °C.

## Kompositionen
| Koldioxid    | 96,5 %   |
| Kväve        | 3,5 %    |
| Svaveldioxid | 150 ppm  |
| Argon        | 70 ppm   |
| Vattenånga   | 20 ppm   |
| Kolmonoxid   | 17 ppm   |
| Helium       | 12 ppm   |
| Neon         | 7 ppm    |
| Väteklorid   | 0,35 ppm |
| Vätefluorid  | 0,3 ppm  |